# Дом Лакиеров (Таганрог)
Дом Лакиеров — памятник истории и архитектуры, который располагается по улице Греческой, 42 в городе Таганроге Ростовской области.

## История
В начале XIX века этот дом, построенный в кирпичном стиле, был собственностью Ивана Андреевича Варваци. Известно, что когда Александр I посещал Таганрог, на этом участке находились деревянные конюшни для его лошадей. Они были построены за средства города. На этой же территории разместились лейб-гвардейцы казачьего полка при дворе.
С этим домовладением связана история жизни нескольких известных таганрогских семей.
Во второй половине XIX века дом был собственностью коллежского советника, предводителя дворянства Ростовского уезда Марка Николаевича Варваци (по другим данным — Варваки). В 1836 году он обвенчался с дочерью титулярного советника Софией Дмитриевной Алфераки. В семье Варваци было 2 дочерей: Александра и Елена. Александра вышла замуж за придворного греческого короля Попудова, а Елена стала женой Александра Борисовича Лакиера — автора «Русской геральдики». Книга вышла в 1854 году, и ее автор за этот труд был удостоен Демидовской премии.
Согласно статистическим данным, на 1 января 1860 года дом занимал площадь 903 квадратных саженей.
Александр Лакиер умер в 1870 году, а его жена Елена — в 1915 году. В браке Александра и Елены Лакиеров родилось пятеро детей: сыновья Марк, Иван, и дочери София, Александра и Елена (по другой версии — Мария).
В 1910 году в этом доме была размещена артель стивадоров, в 1918 — казармы отряда Красной армии. В 1920-е годы на дворовой территории была налажена работа фабрики «Гальваноэлемент». В наше время это жилой дом, который с 1992 года дома охраняется законом как памятник архитектуры.

## Описание
Двухэтажный дом, фасад которого украшают сандрики и лепной орнамент. Изначально был построен в кирпичном стиле, в 1872 году был перестроен в стиле безордерного классицизма.